# Listă de conducători de stat din 1733
1729 - 1730 - 1731 - 1732 - 1733 - 1734 - 1735 - 1736 - 1737
Aceasta este o listă a conducătorilor de stat din anul 1733:

## Europa
- Anglia: George al II-lea August (rege din dinastia de Hanovra, 1727-1760)
- Austria: Carol al III-lea (arhiduce din dinastia de Habsburg, 1711-1740; totodată, rege al Ungariei, 1711-1740; totodată, rege al Cehiei, 1711-1740; totodată, rege al Germaniei, 1711-1740; totodată, împărat occidental, 1711-1740)
- Bavaria: Carol Albert (principe elector din dinastia de Wittelsbach, 1726-1745; ulterior, rege al Cehiei, 1741-1745; ulterior, rege al Germaniei, 1742-1745; ulterior, împărat occidental, 1742-1745)
- Cehia: Carol al VI-lea (rege din dinastia de Habsburg, 1711-1740; totodată, arhiduce de Austria, 1711-1740; totodată, rege al Ungariei, 1711-1740; totodată, rege al Germaniei, 1711-1740; totodată, împărat occidental, 1711-1740)
- Crimeea: Kaplan Ghirai I ibn Selim (han din dinastia Ghiraizilor, 1707-1708, 1713-1716, 1730-1736)
- Danemarca: Christian al VI-lea (rege din dinastia de Oldenburg, 1730-1746)
- Florența: Gian Gastone (mare duce din familia Medici, 1723-1737)
- Franța: Ludovic al XV-lea cel Iubit (rege din dinastia de Bourbon, 1715-1774)
- Genova: Domenico Spinola (doge, 1732-1734)
- Germania: Carol al VI-lea (rege din dinastia de Habsburg, 1711-1740; totodată, arhiduce de Austria, 1711-1740; totodată, rege al Ungariei, 1711-1740; totodată, rege al Cehiei, 1711-1740; totodată, împărat occidental, 1711-1740)
- Gruzia: interregnum (1727-1736)
- Gruzia, statul Imeretia: Alexandru al IV-lea (rege din dinastia Bagratizilor, 1720-1751)
- Gruzia, statul Kakhetia: Teimuraz al II-lea (rege din dinastia Bagratizilor, 1732-1736, 1738-1744; ulterior, rege al Gruziei, 1744-1762)
- Imperiul occidental: Carol al VI-lea (împărat din dinastia de Habsburg, 1711-1740; totodată, arhiduce de Austria, 1711-1740; totodată, rege al Ungariei, 1711-1740; totodată, rege al Cehiei, 1711-1740; totodată, rege al Germaniei, 1711-1740)
- Imperiul otoman: Mahmud I (sultan din dinastia Osmană, 1730-1754)
- Liechtenstein: Johann Nepomuk Karl (principe, 1732-1748)
- Lorena Superioară: Francisc al III-lea (duce din dinastia de Lorena-Vaudemont, 1729-1736; ulterior, mare duce de Toscana, 1737-1765; ulterior, împărat occidental, 1745-1765)
- Modena: Rinaldo (duce din casa d'Este, 1694-1737)
- Moldova: Grigore al II-lea Ghica (domnitor, 1726-1733, 1735-1741, 1747-1748; ulterior, domnitor în Țara Românească, 1733-1735, 1748-1752) și Constantin Mavrocordat (domnitor, 1733-1735, 1741-1743, 1748-1749; totodată, domnitor în Țara Românească, 1730, 1731-1733, 1735-1741, 1744-1748, 1756-1758, 1761-1763)
- Monaco: Jacques de Goyon-Matignon (principe, 1731-1733) și Honore al III-lea (principe, 1733-1793)
- Muntenegru: Danilo Petrovic (vlădică din dinastia Petrovic-Njegos, 1697-1735)
- Parma și Piacenza: Carol I (duce din dinastia de Bourbon, ramura spaniolă, 1731-1736; ulterior, rege al Siciliei, 1734-1759; ulterior, rege al Spaniei, 1759-1788)
- Polonia: August al II-lea cel Puternic (rege din dinastia de Saxa, 1697-1706, 1709-1733; anterior, principe elector de Saxonia, 1694-1733), August al III-lea (rege din dinastia de Saxa, 1733-1763; totodată, principe elector de Saxonia, 1733-1763) și Stanislaw Leszczynski (pretendent, 1704-1709, 1733-1734; ulterior, duce de Lorena, 1738-1766)
- Portugalia: Joao al V-lea (rege din dinastia de Braganca, 1706-1750)
- Prusia: Frederic Wilhelm I (rege din dinastia de Hohenzollern, 1713-1740)
- Rusia: Ana Ivanovna (împărăteasă din dinastia Romanov, 1730-1740)
- Sardinia: Carlo Emmanuele al III-lea (rege din casa de Savoia, 1730-1773)
- Saxonia: Frederic August I cel Puternic (principe elector din dinastia de Wettin, 1694-1733; ulterior, rege al Poloniei, 1697-1706, 1709-1733) și Frederic August al II-lea (principe elector din dinastia de Wettin, 1733-1763; totodată, rege al Poloniei, 1733-1763)
- Spania: Filip al V-lea (rege din dinastia de Bourbon, 1700-1724, 1724-1746)
- Statul papal: Clement al XII-lea (papă, 1730-1740)
- Suedia: Frederik I (rege din dinastia Hessen-Kassel, 1720-1751)
- Transilvania: Franz Anton Paul de Wallis (guvernator, 1732-1734)
- Țara Românească: Constantin Mavrocordat (domnitor, 1730, 1731-1733, 1735-1741, 1744-1748, 1756-1758, 1761-1763; ulterior, domnitor în Moldova, 1733-1735, 1741-1743, 1748-1749) și Grigore al II-lea Ghica (domnitor, 1733-1735, 1748-1752; anterior, domnitor în Moldova, 1726-1733, 1735-1741, 1747-1748)
- Ungaria: Carol al III-lea (împărat din dinastia de Habsburg, 1711-1740; totodată, arhiduce de Austria, 1711-1740; totodată, rege al Cehiei, 1711-1740; totodată, rege al Germaniei, 1711-1740; totodată, împărat occidental, 1711-1740)
- Veneția: Carlo Ruzzini (doge, 1732-1735)

## Africa
- Așanti: Opuku Ware I (alantehene, cca. 1720-1750)
- Bagirmi: Wanja (mbang, 1722-1736)
- Benin: Akenzua I (obba, cca. 1713-cca. 1735)
- Buganda: Kagulu, Kikulwe și Mawanda (kabaka, 1704-1734)
- Bunyoro: Duhaga I (mukama, cca. 1730-cca. 1780)
- Burundi: Ntare al III-lea Kivimira (Savuyimba, Semunganzașamba) (mwami din a treia dinastie, cca. 1725-cca. 1760)
- Dahomey: Tegbessu (Avissu) (rege, 1732-1774)
- Darfur: Ahmad Bakr ibn Musa (sultan, ?-?) (?) și Muhammad Daura ibn Ahmad Bakr (sultan, ?-?) (?)
- Ethiopia: Iyasu al II-lea (Berhan Sagad, Adjam Sagad al II-lea) (împărat, 1730-1755)
- Imperiul otoman: Mahmud I (sultan din dinastia Osmană, 1730-1754)
- Kanem-Bornu: Hadj Hamdun (sultan, cca. 1726-cca. 1738)
- Lunda: Mukanza (mwato-yamvo, ca. 1720-cca. 1740)
- Maroc: Moulay Ali (sultan din dinastia Alaouită, 1729-1734) și Moulay Abdallah (sultan din dinastia Alaouită, 1729-1757)
- Munhumutapa: Samatambira Nyamhandu I (rege din dinastia Munhumutapa, 1719-1735)
- Oyo: Ojigi (rege, cca. 1724-cca. 1736)
- Rwanda: Yuhi al III-lea Mazimpaka (rege, cca. 1720-cca. 1744)
- Sennar: Badi al IV-lea (Abu Șuluh) ibn Nul (sultan, 1724-1762)
- Tunisia: Hussein I ibn Ali (bey din dinastia Husseinizilor, 1705-1735)
- Wadai: Kharut al II-lea as-Saghir ibn Iakub (sultan, 1707-1745)

## Asia

### Orientul Apropiat
- Iran: Abbas al III-lea (șah din dinastia Safavidă, 1732-1736)
- Imperiul otoman: Mahmud I (sultan din dinastia Osmană, 1730-1754)
- Yemen, statul Sanaa: al-Hussayn al-Mansur (imam, 1716-1720, 1727-1748)

### Orientul Îndepărtat
- Atjeh: Ala ad-Din Ahmad Șah (sau Maharadja Lela Melayu) (sultan, 1727-1735)
- Birmania, statul Arakan: Sandathuriya I (rege din dinastia de Mrohaung, 1706-1710, 1731-1734)
- Birmania, statul Toungoo: Taninganwe (rege, 1714-1733) și Mahadammayaza-dipati (rege, 1733-1752)
- Cambodgea: Preah Sattha al II-lea (Neac Ang Chi, Ang Cheng, Nac Ong Tha) (rege, 1722-1729, 1729-1736)
- China: Shizong (Yinzhen) (împărat din dinastia manciuriană Qing, 1723-1735)
- Coreea, statul Choson: Yongjo (Yi Eum) (rege din dinastia Yi, 1725-1776)
- India, statul Moghulilor: Nasir ad-din Muhammad (împărat, 1719-1748)
- Japonia: Nakamikado (împărat, 1710-1735) și Yoșimune (principe imperial din famlia Tokugaua, 1716-1745)
- Laos, statul Champassak: Nokassat (Soi Sisamut) (rege, 1713-1737)
- Laos, statul Lan Xang: Sai Ong Hue (Sai Settha-thirath al II-lea) (rege, 1700-1707/1735; ulterior, rege în Laosul inferior, 1707/1712-1722/1735)
- Laosul inferior: Sai Ong Hue (Sai Settha-thirath al II-lea) (rege, 1707/1712-1722/1735; anterior, rege în Lan Xang, 1700-1707/1735) și Ong Lo (rege, 1722/1735-1760/1767)
- Laosul superior: Intha Som (rege, 1727/1731-1756/1776)
- Maldive: Ibrahim Iskandar al II-lea (sultan, 1721-1750)
- Mataram: Pakubuwono al II-lea (Lawean) (sultan, 1726-1749)
- Nepal (Benepa): Ranjitamalla (rege din dinastia Malla, 1722-1768)
- Nepal (Kathmandu): Jayaprakasamalla (rege din dinastia Malla, 1732-1768)
- Nepal (Lalitpur): Șrișrivișnumalla (rege din dinastia Malla, 1729-1737/1742)
- Nepal, statul Gurkha: Narabhupali Șah (rajah, 1716-1742)
- Sri Lanka, statul Kandy: Narendra Sinha (rege, 1707-1739)
- Thailanda, statul Ayutthaya: Phumintaraja (Taisra) (rege, 1709-1733) și Boromakot (rege, 1733-1758)
- Tibet: bLo-bzang sKal-bzang rgya-mtsho (dalai lama, 1720-1758)
- Tibet: Panchen bLo-bzangYe-shes dPal-bzan-po (Lobzang Yeshe) (panchen lama, 1663-1737)
- Vietnam, statul Dai Viet: Le Thuan-tong (Gian hoang-de) (rege din dinastia Le târzie, 1732-1735)
- Vietnam (Hue): Nguyen Phuc Chu (rege din dinastia Nguyen, 1725-1738)
- Vietnam (Taydo): Trinh Giang (rege din dinastia Trinh, 1729-1740)